# Thraciopsis peroniana
Thraciopsis peroniana is een tweekleppigensoort uit de familie van de Thraciidae. De wetenschappelijke naam van de soort is voor het eerst geldig gepubliceerd in 1924 door Tom Iredale.